# Електропаливо
Електропаливо (англ. Electrofuel, e-fuel) — вид синтетичного палива, новий клас вуглецевонейтральних видів палива, які виробляють за допомогою електроенергії з відновлюваних джерел. Воно є альтернативою авіаційному біопаливу. Переважно це бутанол, біодизель і водневе паливо, а також спирти і вуглецевмісні гази, такі як метан і бутан.

## Дослідження
Основним джерелом фінансування досліджень щодо рідкого електропалива для транспорту була Програма з виробництва палива Енергетичного агентства перспективних дослідницьких проєктів (ARPA-E), очолюваного Еріком Туном. ARPA-E, створена 2009 року під керівництвом міністра енергетики при президенті Обамі Стівена Чу, є спробою міністерства енергетики дублювати роботу Агентства перспективних оборонних дослідницьких проєктів (DARPA). Прикладами проєктів, фінансованих у рамках цієї програми, є біодизельне паливо OPX Biotechnologies під керівництвом Майкла Лінча і робота Дерека Ловлі з мікробного електросинтезу в Массачусетському університеті в Емгерсті, який, як повідомляють, виробив перше рідке електропаливо з використанням CO2 як сировини. Опис усіх дослідницьких проєктів програми ARPA-E Electrofuels Program можна знайти на вебсайті програми.
Перша конференція з електропалива, за підтримки Американського інституту інженерів-хіміків, пройшла в Провіденсі, Род-Айленд, у листопаді 2011. Згідно з доповідями на конференції, деякі дослідні групи знайшли принципове вирішення проблеми та працювали над виведенням технології на рівень рентабельності.
Електропаливо потенційно може стати руйнівним фактором в економіці, якщо воно буде дешевшим, ніж нафтове, а хімічна сировина, вироблена електросинтезом, дешевша, ніж отримана зі сирої нафти. Електропаливо також має значний потенціал для просування відновлюваних джерел, оскільки може стати зручним акумулятором виробленої ними електроенергії.
Станом на 2014 рік у зв'язку з розвитком технології гідророзриву пласта, ARPA-E змістила акцент із електричної сировини у бік природного газу.

## Porscheта проєкт «Хару Оні»
Наприкінці 2020 року компанія Porsche оголосила, що розглядає вуглецевонейтральні види палива як альтернативу наявним, включно з електрикою. Електропаливо зможе забезпечити екологічну чистоту автотранспорту та одночасно вирішити проблеми, характерні для електротранспорту.
Першим у рамках цієї програми став проєкт Haru Oni, запущений у Чилі спільно з енергетичними компаніями Siemens Energy, AME, ENAP і Enel.
Синтетичне паливо — це рідке паливо, що отримується з вугілля, природного газу або сировини з біомаси, яке можна виробляти різними способами. У проєкті «Хару Оні» передбачається виробляти синтетичний метанол, який стане основою електричного дизельного палива, бензину чи гасу. Джерелом енергії будуть вітряні електростанції, частково саме тому місцем реалізації проєкту обрано Чилі. Сировиною буде CO2 з повітря та водень, одержуваний електролізом.
За словами представників Porsche, це перший у світі проєкт зі створення «інтегрованої комерційної промислової установки для виробництва синтетичного кліматичнонейтрального палива».
До 2022 буде вироблено 130 000 літрів електропалива, а до 2026 цей обсяг збільшиться до 550 млн літрів. Частина його піде Porsche, яка є основним «покупцем зеленого палива» і використовуватиме його для автомобілів, розроблених Porsche Motorsport, у центрах Porsche Experience і, зрештою, в серійних автомобілях.